# Уллу-Теркеме
Уллу-Теркеме́ (вариант Уллутеркеме́) (азерб. Уллутәрәкәмә) — село в Дербентском районе Республики Дагестан.
Образует муниципальное образование «село Уллу-Теркеме» со статусом сельского поселения, как единственный населённый пункт в его составе.

## География
Расположено на Приморской низменности, на левом берегу реки Уллучай, в 33 км к северо-западу от города Дербент.

## История
По преданию, Уллу-Терекеме было расположено на другом месте, находящемся в 1,5-2 км от нынешнего, и место это называется «эскикент» — «старое селение». Ушли люди оттуда из-за змей, которых было очень много. Нынешнее селение образовано на том месте, где одиноко жил какой-то шейх. По предположению местных жителей, село было центром магала Терекеме. Однако обнаружить признаки, подтверждающие предположение о том, что селение Уллу-Терекеме некогда было общественным центром терекеменцев или прародиной всех селений не удалось.
В 2005 году выделено в самостоятельное муниципальное образование из состава сельсовета «Татлярский».

## Население
| 1895  | 1926  | 1939  | 1970  | 1989  | 2002  | 2010  |
| ----- | ----- | ----- | ----- | ----- | ----- | ----- |
| 152   | ↗298  | ↘263  | ↗390  | ↗809  | ↗1304 | ↗1599 |
| 2012  | 2013  | 2014  | 2015  | 2016  | 2017  | 2018  |
| ↗1609 | ↗1622 | ↗1634 | ↗1654 | ↗1675 | ↗1682 | ↗1692 |
| 2019  | 2020  | 2021  | 2023  | 2024  | 2025  |       |
| ↘1664 | ↘1651 | ↘1117 | ↘1114 | ↘1106 | ↗1119 |       |

Национальный состав
По результатам Всероссийской переписи населения 2021 года:
| Народ         | Численность, чел. | Доля от всего населения, % |
| ------------- | ----------------- | -------------------------- |
| азербайджанцы | 1074              | 96,15 %                    |
| даргинцы      | 21                | 1,88 %                     |
| другие        | 22                | 1,97 %                     |
| всего         | 1117              | 100 %                      |

В Кавказском календаре за 1915 год село именовалось Уллу-Терекеме, а население названо татарским (азербайджанским).
Большую часть населения составляет субэтнос азербайджанцев — терекеменцы.

## Улицы[31]
| - - Весенняя - Виноградная - Восточная - Ю. А. Гагарина - Жукова - Западная - Кутузова | - - Луговая - Магомеда Гаджиева - Мира - Низами - Осенняя - Полевая - А. С. Пушкина - Садовая | - - Северная - Степная - Строительная - Центральная - Ш.Алиева - Школьная - Шоссейная - Южная |